# K-322 Kashalot
El K-322 Kashalot es un submarino de la clase Akula de la Armada rusa.

## Diseño
El Proyecto 971 tiene un diseño de doble casco. El cuerpo robusto está fabricado en acero aleado de alta calidad con σт = 1 GPa (10.000 kgf/cm²). Para simplificar la instalación del equipo, el barco se diseñó utilizando bloques zonales, lo que hizo posible transferir una cantidad significativa de trabajo desde las condiciones de hacinamiento de los compartimentos del submarino directamente al taller. Una vez finalizada la instalación, la unidad zonal se "enrolla" en el casco del barco y se conecta a los cables y tuberías principales de los sistemas del barco. Se utiliza un sistema de amortiguación de dos etapas: todos los mecanismos se colocan sobre cimientos amortiguados, además, cada unidad de zona está aislada del cuerpo por amortiguadores neumáticos de cuerda de goma. Además de reducir el nivel general de ruido de los submarinos nucleares, dicho esquema puede reducir el impacto de las explosiones submarinas en el equipo y la tripulación. El barco tiene una unidad de cola vertical desarrollada con una bola aerodinámica, en la que se encuentra la antena remolcada. También en el submarino hay dos propulsores reclinables y timones horizontales de proa retráctiles con flaps. Una característica del proyecto es la conexión acoplada sin problemas de la unidad de cola al casco. Esto se hace para reducir los remolinos hidrodinámicos que generan ruido.
El suministro de energía se lleva a cabo mediante una central nuclear. El barco líder, K-284 Akula, estaba equipado con un reactor nuclear refrigerado por agua a presión OK-650M.01. En pedidos posteriores, la AEU tiene mejoras menores. Algunas fuentes informan que los barcos posteriores están equipados con reactores OK-9VM. La potencia térmica del reactor es de 190 MW, la potencia del eje es de 50.000 litros. Con dos motores eléctricos auxiliares en las columnas exteriores articuladas tienen una capacidad de 410 hp. con un generador diésel ASDG-1000.

## Construcción
El submarino se colocó el 5 de septiembre de 1986 en el Astillero Amur, Komsomolsk-on-Amur. Botado el 18 de julio de 1987 y puesto en servicio el 30 de diciembre de 1988.

## Historial de servicio

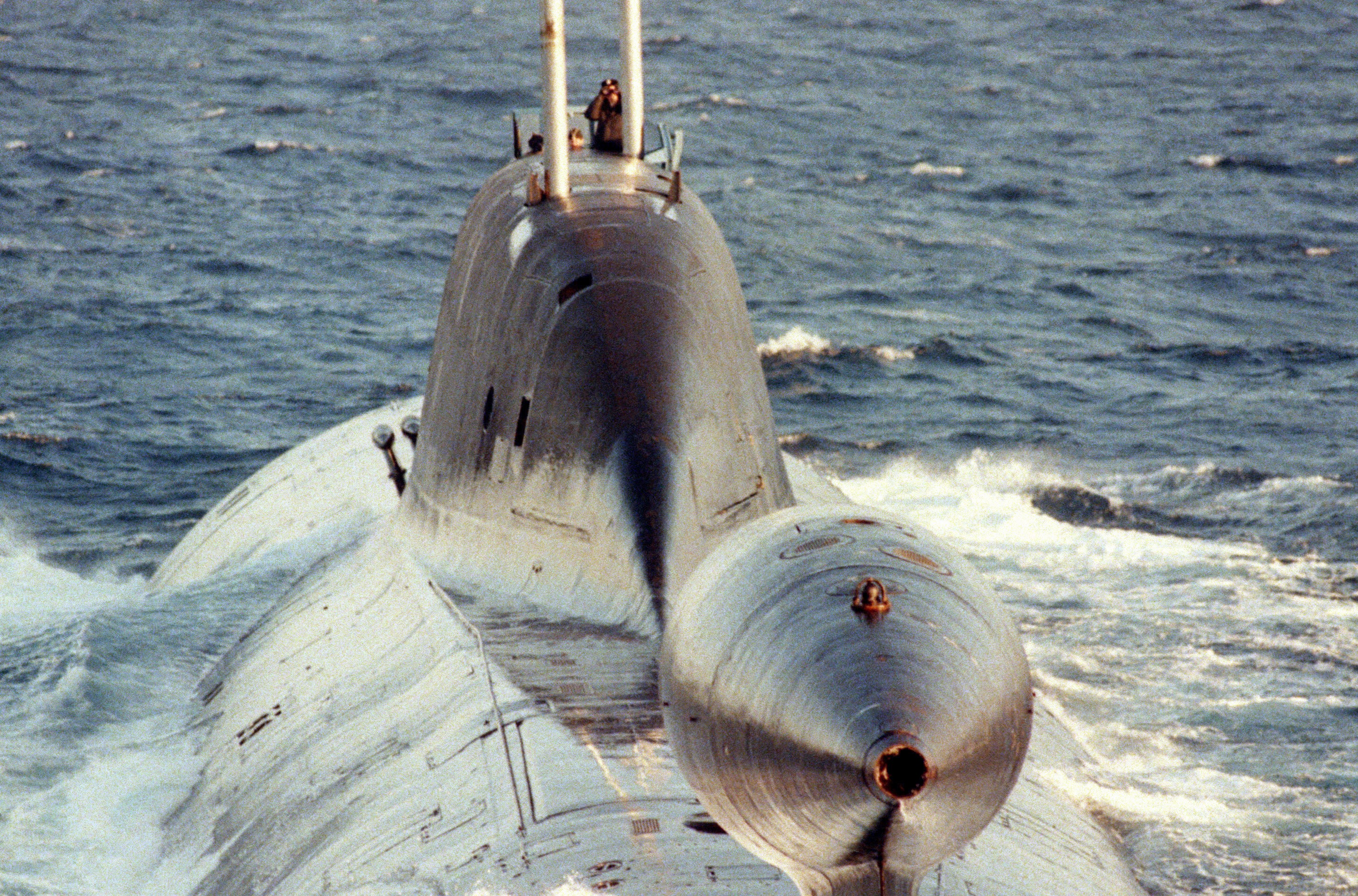
El K-322 Kashalot navegando en el año 1994.

El barco fue dado de alta para la Armada soviética el 25 de enero de 1989. El 1 de marzo, fue incluido en la Flota del Pacífico. Se convirtió en parte de la 45.ª División de Submarinos del segundo submarino KTOF con base en Kamchatka, en la Bahía Krasheninnikov (asentamiento Rybachy).
En el verano de 1990 completó las tareas del servicio de combate. La duración del seguimiento de submarinos extranjeros en la campaña fue de más de 14 días (354 horas). Este fue el mejor resultado en ese momento, el tiempo de seguimiento para el submarino extranjero superó los mejores logros de los submarinos de la Armada de la URSS. El 13 de abril de 1993 recibió el nombre de Kashalot.
En marzo de 1998 el 2.º FPL de la Flota del Pacífico fue transferido al 10.º DPL con la antigua base.
En el TSD Zeya en septiembre de 2002, fue transportado a la Base Vostok, se descargó el núcleo del reactor, antes de ponerlo en reparación media.
De 2013 a 2014 estuvo en el territorio del astillero Amur de la Empresa Unitaria Estatal Federal en Komsomolsk del Amur, en espera de reparaciones.
En enero de 2015, la Marina de la India presentó una oferta para arrendar el submarino nuclear Kashalot después de haber sido reparado.
El 10 de octubre de 2019, se tomó una decisión sobre la inconveniencia y la imposibilidad técnica de realizar más reparaciones y sobre la eliminación del submarino en mayo de 2020. Los trabajos de eliminación comenzaron en 2020 sobre la base del astillero Amur. En lugar de K-322, India planea arrendar el K-331 Magadan.